# 스에사비촌
스에사비촌(末佐美村)은 이시카와현 노미군에 있던 촌이다.

## 역사
- 1889년 4월 1일 - 정촌제 시행에 의해 4촌의 구역을 가지고 스에사비촌이 성립하였다.
- 1907년 8월 5일 - 구시촌, 스에사비촌, 이마에촌이 합병해 미유키촌이 성립하였다.

## 교통
현재 구촌 지역에는 호쿠리쿠 자동차 도로의 안타카 주차 구역이 있지만, 당시에는 미개통 상태였다.

## 참고문헌
- 角川日本地名大辞典 17 石川県